# Hiob (Bandmann)
Hiob, imię świeckie John Lionel Bandmann (ur. 29 sierpnia 1982 w Berlinie) – niemiecki biskup Rosyjskiego Kościoła Prawosławnego poza granicami Rosji.

## Życiorys
Podczas pielgrzymki do Ziemi Świętej przyjął chrzest prawosławny w Jordanie. W 2002 r. uzyskał średnie wykształcenie, po czym pełnił zastępczą służbę wojskową (opieka nad psychicznie chorymi). 
We wrześniu 2003 r. wstąpił jako posłusznik do monasteru św. Hioba Poczajowskiego w Monachium, gdzie przez szereg lat był redaktorem czasopisma „Der Bote” (niemieckojęzycznego organu prasowego eparchii berlińskiej i niemieckiej Rosyjskiego Kościoła Prawosławnego poza granicami Rosji) oraz zajmował się opracowywaniem i przygotowywaniem do druku literatury prawosławnej. Jednocześnie był regentem monasterskiego chóru. W latach 2004–2009 odbył studia w Instytucie Teologii Prawosławnej Uniwersytetu Monachijskiego. 6 lipca 2012 r. został  postrzyżony w riasofor z imieniem Józef przez arcybiskupa berlińskiego i niemieckiego Marka, a 6 lipca 2016 r. złożył przed tym samym hierarchą śluby małej schimy z imieniem Hiob, ku czci św. Hioba Poczajowskiego. 24 lipca tego samego roku otrzymał święcenia diakońskie, a 10 września 2018 r. (z rąk arcybiskupa Marka) – kapłańskie. 18 października 2020 r. został podniesiony do godności ihumena.
W 2020 r. postanowieniem Synodu Biskupów Rosyjskiego Kościoła Prawosławnego poza granicami Rosji otrzymał nominację na biskupa stuttgarckiego, wikariusza eparchii berlińskiej i niemieckiej (co zostało potwierdzone 29 grudnia 2020 r. przez Święty Synod Rosyjskiego Kościoła Prawosławnego), w związku z czym został 4 kwietnia 2021 r. archimandrytą. Jego chirotonia biskupia odbyła się 10 grudnia 2021 r. w soborze Ikony Matki Bożej „Znak” w Nowym Jorku, pod przewodnictwem metropolity wschodnioamerykańskiego i nowojorskiego Hilariona.